# Ophioicodes asymmetrica
Ophioicodes asymmetrica is een eenoogkreeftjessoort uit de familie van de Chordeumiidae. De wetenschappelijke naam van de soort is voor het eerst geldig gepubliceerd in 1940 door Pyefinch.